# Дискот
Диско́т (болг. Дъскот) — село у Великотирновській області Болгарії. Входить до складу общини Павликени.

## Населення
За даними перепису населення 2011 року у селі проживали 417 осіб.
Національний склад населення села:
| Національність   | Кількість осіб | Відсоток |
| ---------------- | -------------- | -------- |
| болгари          | 304            | 95,3%    |
| турки            | 13             | 4,1%     |
| Всього відповіли | 319            |          |

Розподіл населення за віком у 2011 році:
Динаміка населення: